# 奧古斯托·費南德茲
奧古斯托·马蒂亚斯·費南德茲（西班牙語：Augusto Matías Fernández，發音：[awˈɣusto maˈti.as feɾˈnandes]；1986年4月10日—）是一位阿根廷足球運動員。在場上的位置是側鋒。

## 生涯

### 河床
費南德茲出生於佩爾加米諾，他是河床的青訓球員。他在2006年1月29日為河床一隊上陣，在5:0大勝Tiro Federal的賽事中以替補身份上場。
費南德茲在2007年4月8日打進職業生涯的首個進球，主場1:1戰平贝尔格拉诺的比賽中打進扳平比分的一球。並在時任主教練迭戈·西蒙尼的帶領下協助河床贏得2008秋季聯賽冠軍，他在19場比場中上陣15場(9次正選上陣)。

### 聖伊天
2009年8月28日，在Gonzalo Bergessio加盟聖伊天之後，費南德茲也紧随被外借于此。
費南德茲在2009年9月13日完成自己在法甲的首秀，在俱樂部0:1不敵雷恩的比賽中首發上陣。他在一個月後主場3:1擊敗波爾多的比賽中打進自己在聖伊天的首個進球。最後，他在該賽季只上陣12場。

### 沙士菲
2010年7月9日阿根廷足球甲級聯賽俱樂部沙士菲以1500萬美元向Pinhas Zahavi購回費南德茲的100%所有權。費南德茲與莎士菲簽訂3年合約。在他效力莎士菲的第一個賽季，費南德茲在2010年春季聯賽)上陣12場(全部正選首發)協助俱樂部奪得亞軍。
在接下來的半個賽季，奧古斯托總共正選上場17次(19次)和打進4球，協助俱樂部奪得(2011年秋季聯賽)冠軍，在南美自由盃則晉級到四強，他上陣10場並打進4球。在這個賽季，他在57天內打進了數次梅開二度的成績，他在自己的整個職業生涯有：3次在南美自由杯和另外3次在阿根廷甲級聯賽。而在南美自由盃16強面對基多利加大學，他在職業生涯上首次梅開二度。

### 塞爾塔
2012年8月8日，費南德茲加盟西甲俱樂部塞爾塔，簽下四年合約。
費南德茲在接下來的賽季仍然是隊中首選，最終俱樂部排名處在中游位置。2014年10月3日，他取代博尔哈·奥比纳成為俱樂部隊長。

### 馬德里競技
2016年1月1日，費南德茲在未有透露轉會費的情況下加盟马德里竞技並簽下三年合約，主要彌補馬競主力蒂亚戈因受傷所留下的空缺。他在10天後面對舊東家塞爾塔的比賽中為床單軍團首發上陣，協助俱樂部以2:0擊敗對手，在下半場54分鐘被卡拉斯高以替補身份替換下場。

## 國際賽生涯
費南德茲在2011年9月15日完成在阿根廷的首發，以正選身份出戰南美超級德比杯對陣巴西的比賽。在2014年6月2日，他入選主教練亞歷杭德羅·薩維利亞在該年的世界盃足球賽的23人大名單，但在整個比賽中都只是處於非替補球員的狀況。

### 國際賽進球
| #  | 日期       | 比賽場地                               | 對陣 | 比分 | 賽果 | 賽事   |
| -- | ---------- | -------------------------------------- | ---- | ---- | ---- | ------ |
| 1. | 2013.06.14 | 危地馬拉瓜地馬拉市Estadio Mateo Flores |      | 2–0  | 4–0  | 友誼賽 |

## 榮譽

### 俱樂部
河床
- 阿根廷足球甲级联赛 (1): 2008秋季聯賽冠軍

貝萊斯沙士菲
- 阿根廷足球甲级联赛 (1): 2011秋季聯賽冠軍

### 國家隊
- 世界盃足球賽: 2014亞軍

## 外部連結
- 奧古斯托·費南德茲在BDFutbol中的档案
- 奧古斯托·費南德茲在 National-Football-Teams.com 上的出场纪录
- ESPN個人資料 （页面存档备份，存于） （西班牙文）
- Soccerway資料庫：奧古斯托·費南德茲
- 在Fútbol XXI的阿甲數據（西班牙文）